# Grand Carrousel
Le Grand Carrousel (Das Große Carrousel) war ein Reiterschauspiel, das am 5. und 6. Juni 1662 anlässlich der Geburt des Sohnes des französischen Königs Ludwig XIV. stattfand. Es war das erste unter ihm veranstaltete Hoffest und das letzte in Paris.

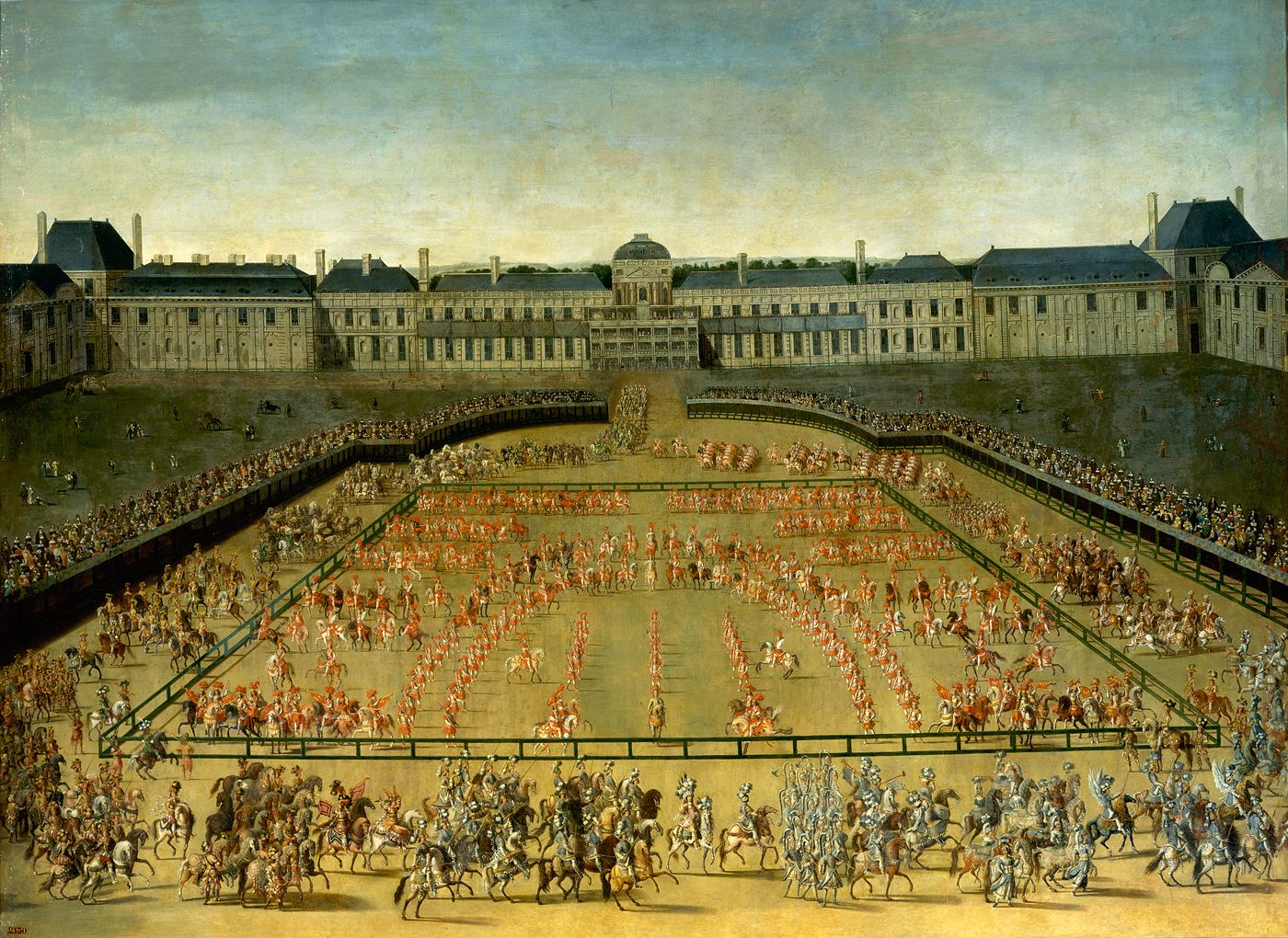
Le Grand Carrousel donné par Louis XIV dans la cour des Tuileries à Paris, pour célébrer la naissance du dauphin (5-6 juin 1662), Gemälde von Henri de Gissey.

## Geschichte
Nachdem Heinrich II. 1559 bei einem Reitturnier sein Leben verloren hatte, verschwanden in Frankreich die vom Königshof unterstützten Zweikämpfe zu Pferd mit Lanzen. Turniere wurden fortan theatralisch organisiert und die Ritterlichkeit in Form symbolischer Handlungen gepflegt. Von klein auf hatte König Ludwig geprobt, sich derart mit allen Eigenschaften eines Ritters seinen Untertanen zu zeigen, erstmals 1656 bei einem im Garten des Palais Cardinal veranstalteten Wettbewerb in kleinem Rahmen. Die Köpfe, auf die man nun mit Lanzen zuritt, befanden sich auf einem Pfahl und waren mit den Zügen eines Persers oder der Meduse hergestellt. Weiter verfeinert war das Ringspiel, bei dem ein heranpreschender Reiter einen Speer durch einen aufgehängten Ring zu schleudern hatte. Ludwig galt von vornherein als Sieger bei allen Wettbewerben, stiftete aber den jeweiligen Preis dem Nächstplatzierten.
Bei der Festlegung des Veranstaltungsortes hatte zuerst der Architekt Antoine-Léonor Houdin die Idee für einen Parcours von den Tuilerien-Gärten bis zum Louvre-Palast, doch beschränkte man sich auf den jardin de Mademoiselle (heute Place du Carrousel), der auch durch die Fenster der Louvre-Galerien gut einzusehen war. Thematisch nahm die Veranstaltung Anleihe bei mythischen Karussells der Antike, der Sarmaten Königin Circe soll die Erfinderin sein. Sie hatte behauptet, Tochter des Lichtgottes zu sein und ließ zu seiner Ehre die Bahn der Himmelskörper mitsamt der Sonne durch im Kreis fahrende Wagen nachstellen, „Zirkus“ nannte sie die Schauspiele in runden Manegen. Ludwig war bei Ballettauftritten vom Publikum schon als Sonnenkönig gefeiert worden, nun nahm er den Titel bewusst an, indem durch den Sonnenwagen „carrus soli“ der Bezug zum Sonnengott Apollon hergestellt wurde.
Den Auftrag zur Gestaltung des temporären Amphitheaters für 700 Pferde erhielt der Bühnenbildner Carlo Vigarani, der kurz zuvor mit seinem Vater Gaspare Vigarani das Théâtre des Tuileries konstruiert hatte. Der Reitstrecke gab er eine quadratische Form, an drei je 70 toises langen Seiten begrenzt durch Zuschauerränge mit vier Stufen für insgesamt 15.000 Personen – nur der Bereich des Zugangs zur Bahn hatte die Form eines Halbrunds. Dort lagerte auch der König mit seiner Brigade, während die vier konkurrierenden Mannschaften in den Ecken des Karrees untergebracht waren. Innerhalb von acht Tagen hatte Vigarani vor dem Zentralpavillon des Tuilerien-Palastes eine dreigeschossige Tribüne für die Königinnen, Prinzen und Botschafter bauen lassen, mit Säulen aus Marmorimitat mit vergoldeten Sockeln und Kapitellen.

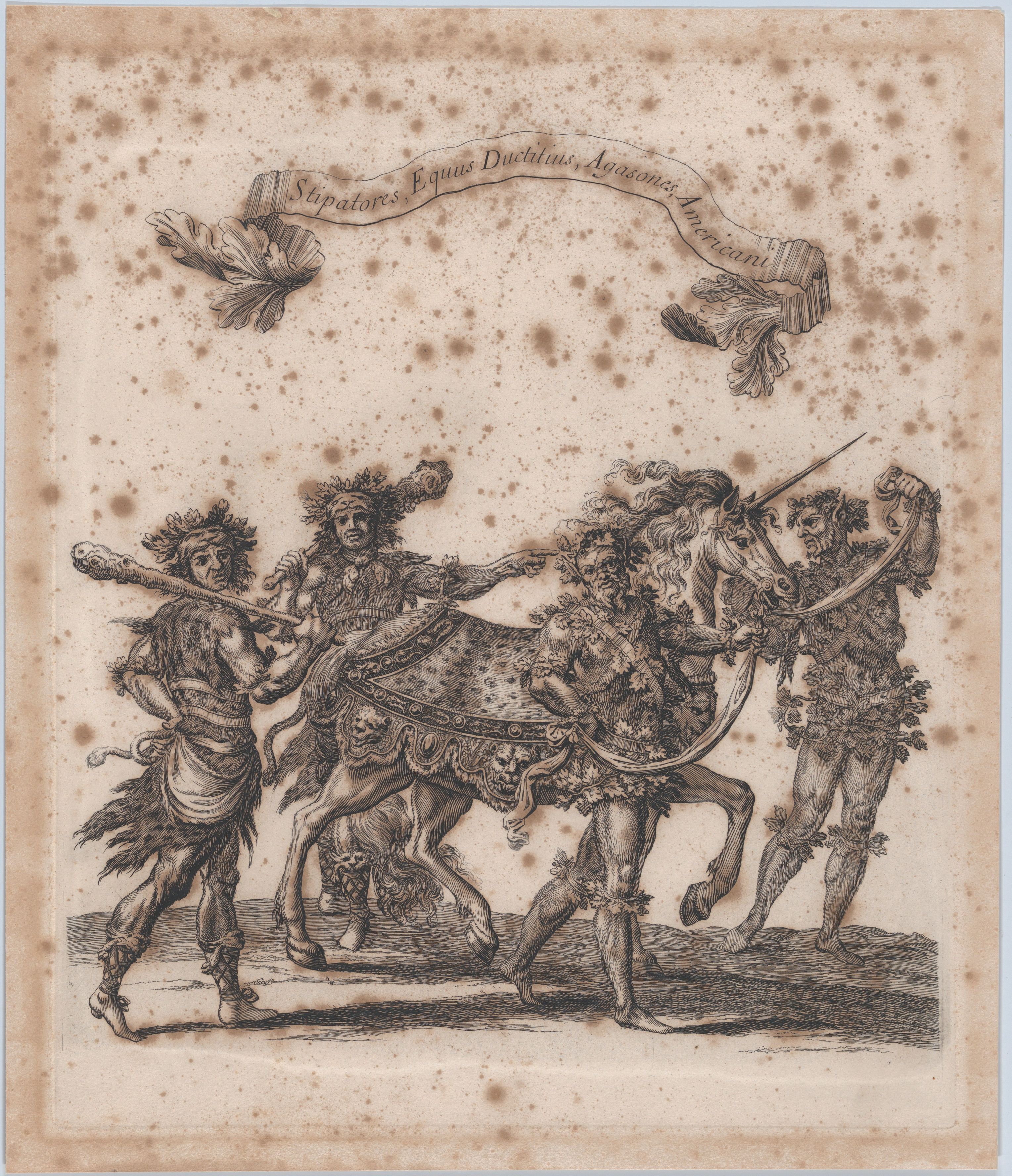
Stipatores, Equus Ductitius, Agasones, Americani – Stich von François Chauveau aus einer 1670 veröffentlichten Serie von 106 Abbildungen

Denkbar prächtig war auch das Kostüm des Königs und der Harnisch seines Pferdes – er war verkleidet als römischer Kaiser und hatte als Emblem die Sonne. Die von Edelleuten angeführten anderen vier Brigaden standen für unterschiedliche Orte der Welt. Perser, Türken, Inder und Amerikaner sollten dies sein, angetan mit Kleidern glänzend von Edelsteinschmuck, alles entworfen von des Königs Kammer-Zeichner Henri de Gissey. Die Teilnehmer defilierten vor Beginn der Wettkämpfe durch einige Pariser Straßen, trotz einer großen Hitze, der neue Herrscher wollte gesehen werden vom Volk, das in diesen Tagen von einer der ärgsten Hungersnöte geplagt wurde.

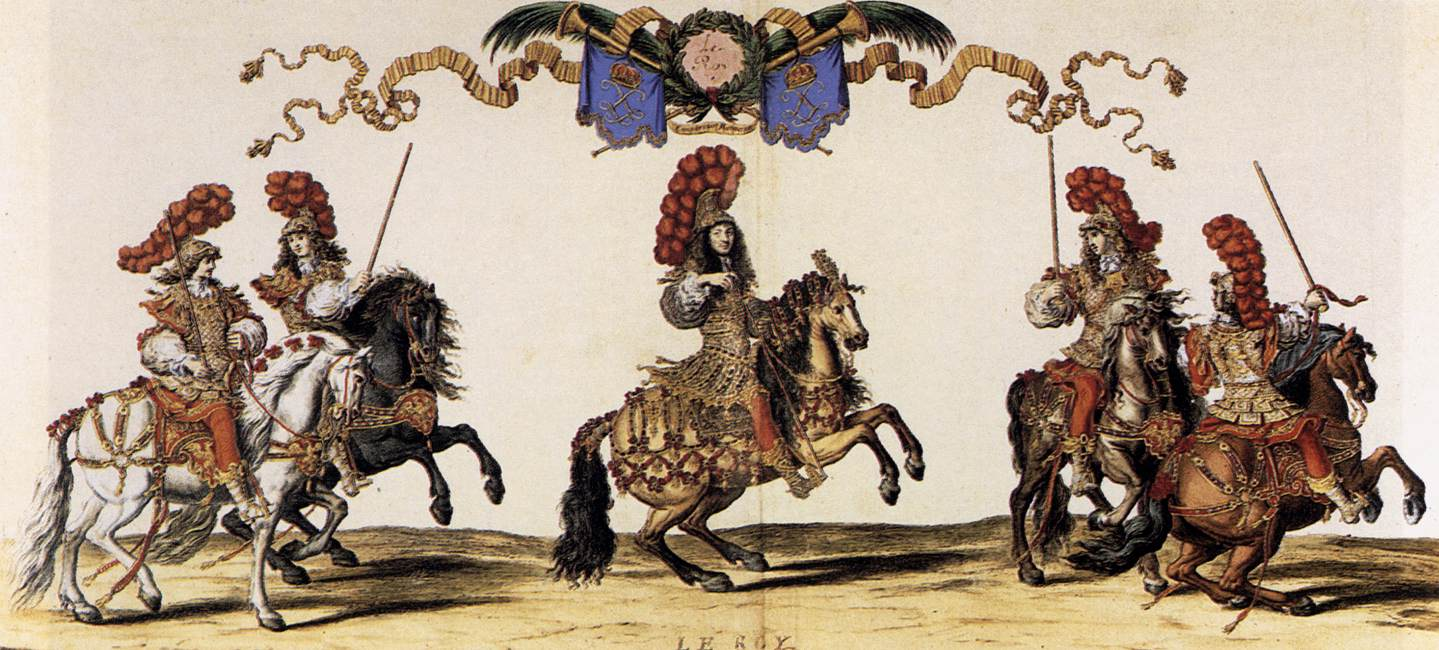
Graphik von Israël Silvestre

Beauftragt, den Zug vom Hôtel de Vendôme zum Palais des Tuileries in Graphiken festzuhalten, war der Kupferstecher Israël Silvestre, dessen Abfolge von Darstellungen die Reiter an verschiedenen Stationen zeigt.
Indes war des Königs Inanspruchnahme von Vertretern des Hochadels nicht ohne Hintergedanken: Wer hier mitmachte, war beschäftigt und konnte nicht gleichzeitig intrigieren. Außerdem führte der Aufwand höchstwahrscheinlich in den Ruin und weitere Abhängigkeit vom Königshof würde die Folge sein. Besonders für Carlo Vigarani war die Veranstaltung ein persönlicher Erfolg und man griff im Februar 1667 wieder auf ihn zurück, als die letzten drei Tage des Karnevals mit einem noch nie dagewesenen carrousel in Versailles gefeiert werden sollten. Jeder Besucher war aufgefordert, nach der Art anderer Länder maskiert zu sein. Offenbar war das carrousel recht ansehnlich – nur kamen sehr wenige Zuschauer. Der König war darüber aufgebracht, dass die Pariser wegblieben, aber die Kosten für eine Maskierung hatte wohl viele abgehalten. Nach einem Tag brach man die Veranstaltung ab.